# Incendio ferroviario de Sakuragichō de 1951
El incendio ferroviario de Sakuragichō (桜木町事故 Sakuragichō jiko?) fue un incendio occurrido el 24 de abril de 1951 que se originó cuando un tren de la línea Keihin (hoy parte de la línea Negishi) llegaba a la estación Sakuragichō en Yokohama golpeó un cable de catenaria flojo, causando un corto circuito y produciendo un grave incendio que terminó con la vida de 106 personas e hiriendo a 92.